# John Emery (aktor)
John Emery (ur. 20 maja 1905 w Nowym Jorku, zm. 16 listopada 1964 tamże) – amerykański aktor filmowy i telewizyjny.

## Życiorys
Urodził się w Nowym Jorku i był synem aktorów teatralnych Edwarda Emery’ego i Isabel Waldron. Zmarł 16 listopada 1964 w Nowym Jorku. Spoczywa na Cmentarzu i Mauzoleum Ferncliff.

## Filmografia

### Filmy
- 1937: Droga powrotna jako kapitan Von Hagen
- 1941: Awantura w zaświatach jako Tony Abbott
- 1941: The Corsican Brothers jako Tomasso
- 1942: Two Yanks in Trinidad jako Chicago Hagen
- 1942: Ship Ahoy jako doktor Dr. Farno
- 1942: Oczy w nocy jako Paul Gerente
- 1942: George Washington spał tutaj jako Clayton Evans
- 1943: Assignment in Brittany jako kapitan Deichgraber
- 1944: Panna Fifi jako Jean Cornudet
- 1945: Krew na słońcu jako premier Giichi Tanaka
- 1945: The Spanish Main jako kapitan Mario Du Billar
- 1945: Urzeczona jako doktor Fleurot
- 1947: The Voice of the Turtle jako George Harrington
- 1948: Let’s Live Again jako Larry Blake
- 1948: Dziewczyna w bieli jako sir Percival Glyde
- 1948: The Gay Intruders jako John Newberry
- 1948: Joanna d’Arc jako Jean, Duke d’Alençon, kuzyn Charlesa VII
- 1950: Dakota Lil jako Vincent
- 1950: Rocketship X-M jako doktor Karl Eckstrom
- 1950: Frenchie jako Clyde Gorman
- 1951: Double Crossbones jako gubernator Elden
- 1951: Joe Palooka in Triple Cross jako „profesor”
- 1954: The Mad Magician jako The Great Rinaldi
- 1955: A Lawless Street jako Cody Clark
- 1956: Forever, Darling jako doktor Edward R. Winter
- 1956: Blondynka i ja jako Wheeler
- 1957: Kronos jako doktor Hubbell Eliot
- 1958: Człowiek, którego już nie ma jako Paul Donaldson
- 1964: Youngblood Hawke jako Georges Peydal

### Seriale
| Rok  | Tytuł                        | Rola         |
| ---- | ---------------------------- | ------------ |
| 1959 | Have Gun - Will Travel       | Merle Corvin |
| 1961 | The Tom Ewell Show           | Jack Hunter  |
| 1961 | Alfred Hitchcock przedstawia | Kerwin Drake |